# Jonathan Miramontes
Jonathan Jair Miramontes Aguilar (17 de octubre de 1988, Guadalajara, Jalisco, México) es un futbolista mexicano, juega como defensa y actualmente se encuentra sin equipo.

## Estadísticas

### Clubes
Actualizado al último partido jugado el 8 de septiembre de 2017.
| Petroleros · México                                                           | 2.ª                 | 2007-08             | 12  | 0 | -  | - | - | - | 12  | 0 | 0,00 |
| Petroleros · México                                                           | 3.ª                 | 2008                | 1   | 0 | -  | - | - | - | 1   | 0 | 0,00 |
| Petroleros · México                                                           | Total               | Total               | 13  | 0 | 0  | 0 | 0 | 0 | 13  | 0 | 0,00 |
| Irapuato · México                                                             | 2.ª                 | 2008                | 18  | 3 | -  | - | - | - | 18  | 3 | 0,17 |
| Irapuato · México                                                             | 2.ª                 | 2010                | 8   | 0 | -  | - | - | - | 8   | 0 | 0,00 |
| Irapuato · México                                                             | 2.ª                 | 2010-11             | 33  | 0 | -  | - | - | - | 33  | 0 | 0,00 |
| Irapuato · México                                                             | 2.ª                 | 2011-12             | 25  | 2 | -  | - | - | - | 25  | 2 | 0,08 |
| Irapuato · México                                                             | Total               | Total               | 84  | 5 | 0  | 0 | 0 | 0 | 84  | 5 | 0,06 |
| Rayados A · México                                                            | 2.ª                 | 2009                | 5   | 0 | -  | - | - | - | 5   | 0 | 0,00 |
| Rayados A · México                                                            | Total               | Total               | 5   | 0 | 0  | 0 | 0 | 0 | 5   | 0 | 0,00 |
| Veracruz · México                                                             | 2.ª                 | 2012-13             | 5   | 0 | 7  | 0 | - | - | 12  | 0 | 0,00 |
| Veracruz · México                                                             | Total               | Total               | 5   | 0 | 7  | 0 | 0 | 0 | 12  | 0 | 0,00 |
| C. A. Zacatepec · México                                                      | 2.ª                 | 2013-14             | 19  | 1 | 3  | 0 | - | - | 22  | 1 | 0,05 |
| C. A. Zacatepec · México                                                      | 2.ª                 | 2016-17             | 32  | 0 | -  | - | - | - | 32  | 0 | 0,00 |
| C. A. Zacatepec · México                                                      | Total               | Total               | 51  | 1 | 3  | 0 | 0 | 0 | 54  | 1 | 0,02 |
| C. A. San Luis · México                                                       | 2.ª                 | 2014-15             | 6   | 0 | 7  | 1 | - | - | 13  | 1 | 0,08 |
| C. A. San Luis · México                                                       | Total               | Total               | 6   | 0 | 7  | 1 | 0 | 0 | 13  | 1 | 0,08 |
| Cimarrones · México                                                           | 2.ª                 | 2015-16             | 14  | 0 | -  | - | - | - | 14  | 0 | 0,00 |
| Cimarrones · México                                                           | Total               | Total               | 14  | 0 | 0  | 0 | 0 | 0 | 14  | 0 | 0,00 |
| Potros UAEM · México                                                          | 2.ª                 | 2015-16             | 1   | 0 | 1  | 0 | - | - | 2   | 0 | 0,00 |
| Potros UAEM · México                                                          | Total               | Total               | 1   | 0 | 1  | 0 | 0 | 0 | 2   | 0 | 0,00 |
| Total en su carrera                                                           | Total en su carrera | Total en su carrera | 179 | 6 | 18 | 1 | 0 | 0 | 197 | 7 | 0,04 |
| (1) Incluye datos de Copa México. (3) No incluye goles en partidos amistosos. |                     |                     |     |   |    |   |   |   |     |   |      |